# Torneio Internacional Road to Brazil
O Torneio Internacional Road to Brazil foi um torneio amistoso de futebol que serviu de preparação para a Copa do Mundo FIFA de 2014. O torneio, disputado nos Estados Unidos, foi organizado pela Major League Soccer, entre 27 de maio a 7 de junho.

## Sedes
| Washington         | Chester            | Houston              |
| ------------------ | ------------------ | -------------------- |
| RFK Stadium        | PPL Park           | BBVA Compass Stadium |
| Capacidade: 45 595 | Capacidade: 18 500 | Capacidade: 22 000   |
|                    |                    |                      |
| Frisco             | Landover           | Harrison             |
| Toyota Stadium     | FedEx Field        | Red Bull Arena       |
| Capacidade: 21 200 | Capacidade: 91 704 | Capacidade: 25 200   |
|                    |                    |                      |
| St. Louis          |                    |                      |
| Edward Jones Dome  |                    |                      |
| Capacidade: 66 000 |                    |                      |
|                    |                    |                      |

## Equipes participantes
10 países participaram da competição, representando quatro continentes: Europa, África, América do Norte e América do Sul.
Em negrito os países que posteriormente participaram da Copa do Mundo FIFA de 2014.
| CAF (2)                     | CONCACAF (2)             | CONMEBOL (1) | UEFA (5)                                                     |
| --------------------------- | ------------------------ | ------------ | ------------------------------------------------------------ |
| - Costa do Marfim - Nigéria | - El Salvador - Honduras | - Bolívia    | - Bósnia e Herzegovina - Espanha - Grécia - Israel - Turquia |

## Resultados
| Data               | Hora (local) | Seleção Mandante     | Total                  | Seleção Visitante | Cidade           | Estádio              |
| ------------------ | ------------ | -------------------- | ---------------------- | ----------------- | ---------------- | -------------------- |
| 29 de maio de 2014 | 20:00        | Honduras             | 0 – 2                  | Turquia           | Washington, D.C. | RFK Stadium          |
| 30 de maio de 2014 | 20:30        | Bósnia e Herzegovina | 2 – 1                  | Costa do Marfim   | St. Louis        | Edward Jones Dome    |
| 1 de junho de 2014 | 21:00        | Honduras             | 2 – 4                  | Israel            | Houston          | BBVA Compass Stadium |
| 3 de junho de 2014 | 19:00        | Grécia               | 0 – 0                  | Nigéria           | Chester          | PPL Park             |
| 4 de junho de 2014 | 21:00        | El Salvador          | 1 – 2                  | Costa do Marfim   | Frisco           | Toyota Stadium       |
| 6 de junho de 2014 | 20:00        | Grécia               | 2 – 1                  | Bolívia           | Harrison         | Red Bull Arena       |
| 7 de junho de 2014 | 16:00        | El Salvador          | 0 – 2[ligação inativa] | Espanha           | Landover         | FedEx Field          |

## Classificação final
| Pos. | Seleção              | P | J | V | E | D | GP | GC | SG |
| ---- | -------------------- | - | - | - | - | - | -- | -- | -- |
| 1    | Grécia               | 4 | 2 | 1 | 1 | 0 | 2  | 1  | +1 |
| 2    | Israel               | 3 | 1 | 1 | 0 | 0 | 4  | 2  | +2 |
| 3    | Espanha              | 3 | 1 | 1 | 0 | 0 | 2  | 0  | +2 |
| 4    | Turquia              | 3 | 1 | 1 | 0 | 0 | 2  | 0  | +2 |
| 5    | Bósnia e Herzegovina | 3 | 1 | 1 | 0 | 0 | 2  | 1  | +1 |
| 6    | Costa do Marfim      | 3 | 2 | 1 | 0 | 1 | 3  | 3  | 0  |
| 7    | Nigéria              | 1 | 1 | 0 | 1 | 0 | 0  | 0  | 0  |
| 8    | Bolívia              | 0 | 1 | 0 | 0 | 1 | 1  | 2  | –1 |
| 9    | Honduras             | 0 | 2 | 0 | 0 | 2 | 2  | 6  | –4 |
| 10   | El Salvador          | 0 | 2 | 0 | 0 | 2 | 1  | 4  | –3 |

## Goleadores
| Edin Džeko                          |
| Didier Drogba                       |
| David Villa                         |
| 1 gol                               |
| Rudy Cardozo                        |
| Kostas Katsouranis                  |
| Panagiotis Kone                     |
| Arturo Alvarez                      |
| Gervinho                            |
| Eran Zahavi                         |
| Omer Damari                         |
| Gil Vermouth                        |
| Carlo Costly                        |
| Roger Espinoza                      |
| Mevlüt Erdinç                       |
| Caner Erkin                         |
| Gols contra                         |
| Maynor Figueroa (a favor de Israel) |